# Клубна (зупинний пункт)
Клу́бна — пасажирський залізничний зупинний пункт Шевченківської дирекції Одеської залізниці.
Розташований у центрі села Носачів, Смілянський район, Черкаської області на лінії Імені Тараса Шевченка — Цвіткове між станціями Володимирівка (7 км) та Цвіткове (8 км).
На платформі зупиняються приміські електропоїзди.